# Martín Fierro (personaje)
Martín Fierro es el protagonista del relato gauchesco escrito en verso en El Gaucho Martín Fierro (1872) y La vuelta de Martín Fierro (1879), de José Hernández. Es un gaucho de la pampa argentina que se ve bate a duelo criollo y mata a un hombre. A partir de ese momento debe enfrentar las injusticias sociales de la época. En el primer libro Martín Fierro se ve separado de su familia y en el segundo libro se reencuentra con sus hijos.

## Personalidad
Es el único que tiene un nombre propio en la obra. Hace alusión a la patrona de la fiesta y a la casa natal del poeta, así como al arma de lucha favorita del gaucho (el hierro).
Es un hombre solitario y nómada sin compromisos con el pasado ni con el futuro. Según su particular filosofía, cree que lo que define al hombre es su sufrimiento y por eso no echa raíces. Lo persigue constantemente un sentimiento de impotencia, ya que ser gaucho era considerado un delito en su época.
El personaje se desarrolla a medida que avanza el poema. En la primera parte es individualista, soberbio, anárquico y su posición es marginarse a sí mismo. En el segundo, en cambio, acepta con más respeto las leyes y reglamentos aplicables y trata de reinsertarse en la sociedad.
Tiene costumbres parecidas a las de los católicos pero otras parecidas a las de los nativos americanos.